# Sainte-Anne-sur-Vilaine
Sainte-Anne-sur-Vilaine est une commune française située dans le département d'Ille-et-Vilaine en région Bretagne. Elle fait partie du canton de Bain de Bretagne et de l'arrondissement de Redon.

## Géographie

### Localisation
La commune est située à 10 km de la RN 137 appelée « Route des Estuaires » et approximativement à mi-chemin entre les deux grandes agglomérations que sont Rennes et Nantes, soit à environ 40 min de la première et 50 min de la deuxième.

### Communes limitrophes
|        | Guipry-Messac            | La Noë-Blanche |
| Langon | Sainte-Anne-sur-Vilaine  | Grand-Fougeray |
|        | Pierric Loire-Atlantique |                |

### Géologie, relief, hydrographie
L'altitude de la commune varie entre 2 et 85 mètres. La commune est bordée par la Vilaine et la Chère.

### Voies de communication et transports
- La gare de Fougeray - Langon est située à 3 kilomètres du bourg et la gare de Messac - Guipry à 15 kilomètres du bourg.
- La commune est desservie par la ligne 5 du réseau BreizhGo allant de Grand-Fougeray à Rennes.

Ces deux moyens de transports permettent aux habitants de se déplacer dans les grandes agglomérations.

### Hydrographie
Pour un article plus général, voir Réseau hydrographique d'Ille-et-Vilaine.
La commune est située dans le bassin Loire-Bretagne. Elle est drainée par la Vilaine, la Chère, le Gras, le ruisseau de la Taberge,,.
La Vilaine, d'une longueur de 218 km, prend sa source dans la commune de Juvigné et se jette  dans l'Océan Atlantique à Camoël, après avoir traversé 56 communes. 
La Chère, d'une longueur de 65 km, prend sa source dans la commune de Soudan et se jette  dans la Vilaine à Pierric, après avoir traversé dix communes. 
Le Gras, d'une longueur de 12 km, prend sa source dans la commune de La Noë-Blanche et se jette  dans la Vilaine sur la commune, après avoir traversé quatre communes. 

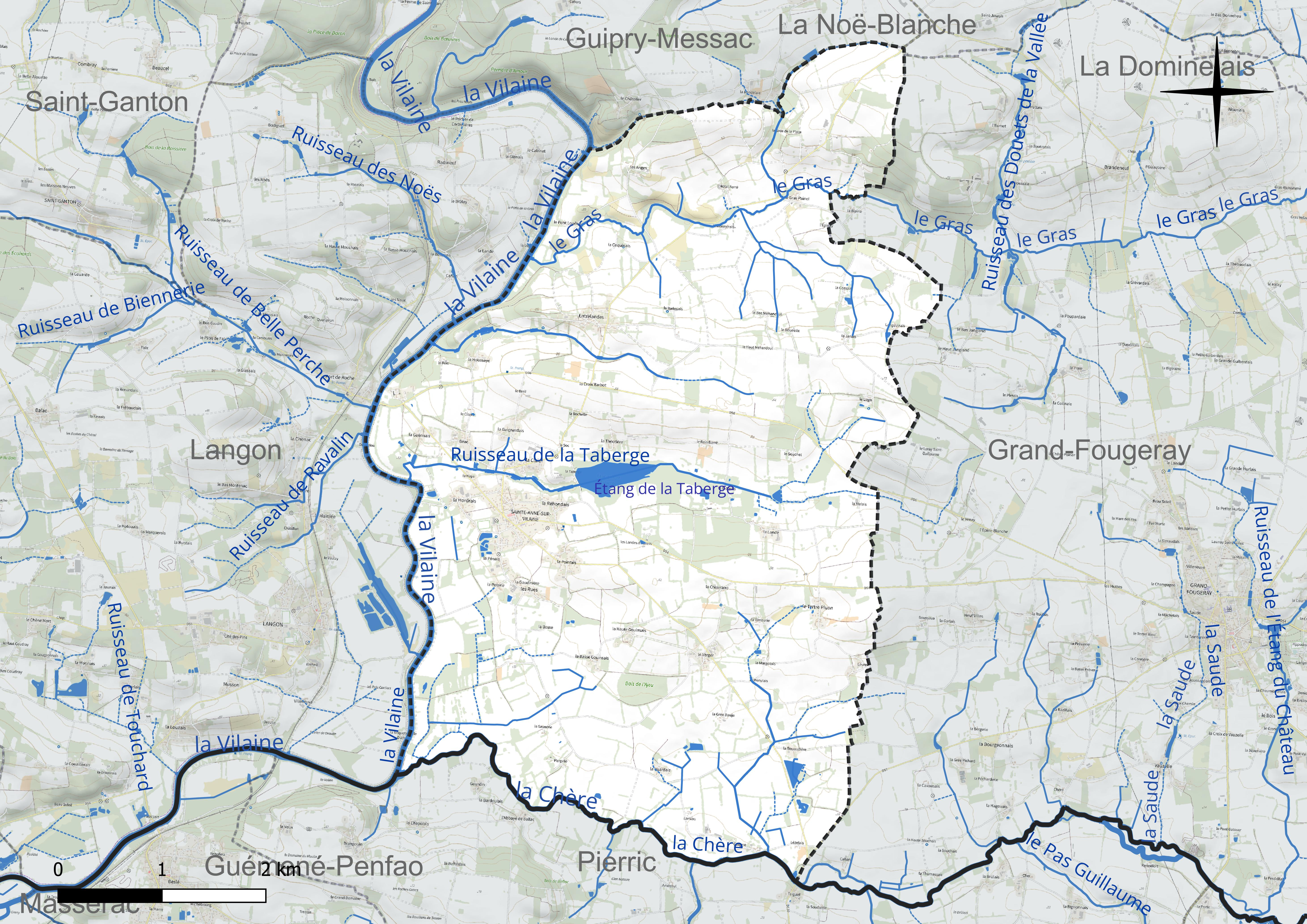
Réseau hydrographique de Sainte-Anne-sur-Vilaine.

Un plan d'eau complète le réseau hydrographique : l'étang de la Taberge (15,4 ha),.

### Climat
Pour des articles plus généraux, voir Climat de la Bretagne et Climat d'Ille-et-Vilaine.
En 2010, le climat de la commune est de type climat océanique franc, selon une étude du CNRS s'appuyant sur une série de données couvrant la période 1971-2000. En 2020, Météo-France publie une typologie des climats de la France métropolitaine dans laquelle la commune est exposée à un climat océanique et est dans la région climatique  Bretagne orientale et méridionale, Pays nantais, Vendée, caractérisée par une faible pluviométrie en été et une bonne insolation. Parallèlement l'observatoire de l'environnement en Bretagne publie en 2020 un zonage climatique de la région Bretagne, s'appuyant sur des données de Météo-France de 2009. La commune est, selon ce zonage, dans la zone « Sud Est », avec des étés relativement chauds et ensoleillés.
Pour la période 1971-2000, la température annuelle moyenne est de 11,8 °C, avec une amplitude thermique annuelle de 13,2 °C. Le cumul annuel moyen de précipitations est de 780 mm, avec 12,3 jours de précipitations en janvier et 6 jours en juillet. Pour la période 1991-2020, la température moyenne annuelle observée sur la station météorologique la plus proche, située sur la commune de La Noë-Blanche à 10 km à vol d'oiseau, est de 12,2 °C et le cumul annuel moyen de précipitations est de 780,5 mm,. Pour l'avenir, les paramètres climatiques de la commune estimés pour 2050 selon différents scénarios d'émission de gaz à effet de serre sont consultables sur un site dédié publié par Météo-France en novembre 2022.

## Urbanisme

### Typologie
Au 1er janvier 2024, Sainte-Anne-sur-Vilaine est catégorisée commune rurale à habitat dispersé, selon la nouvelle grille communale de densité à sept niveaux définie par l'Insee en 2022.
Elle est située hors unité urbaine et hors attraction des villes,.

### Occupation des sols
L'occupation des sols de la commune, telle qu'elle ressort de la base de données européenne d'occupation biophysique des sols Corine Land Cover (CLC), est marquée par l'importance des territoires agricoles (91,8 % en 2018), en diminution par rapport à 1990 (93,1 %). La répartition détaillée en 2018 est la suivante : 
terres arables (50,3 %), zones agricoles hétérogènes (33,1 %), prairies (8,4 %), zones urbanisées (3,6 %), forêts (2,6 %), milieux à végétation arbustive et/ou herbacée (1 %), eaux continentales (0,9 %). L'évolution de l'occupation des sols de la commune et de ses infrastructures peut être observée sur les différentes représentations cartographiques du territoire : la carte de Cassini (XVIIIe siècle), la carte d'état-major (1820-1866) et les cartes ou photos aériennes de l'IGN pour la période actuelle (1950 à aujourd'hui).

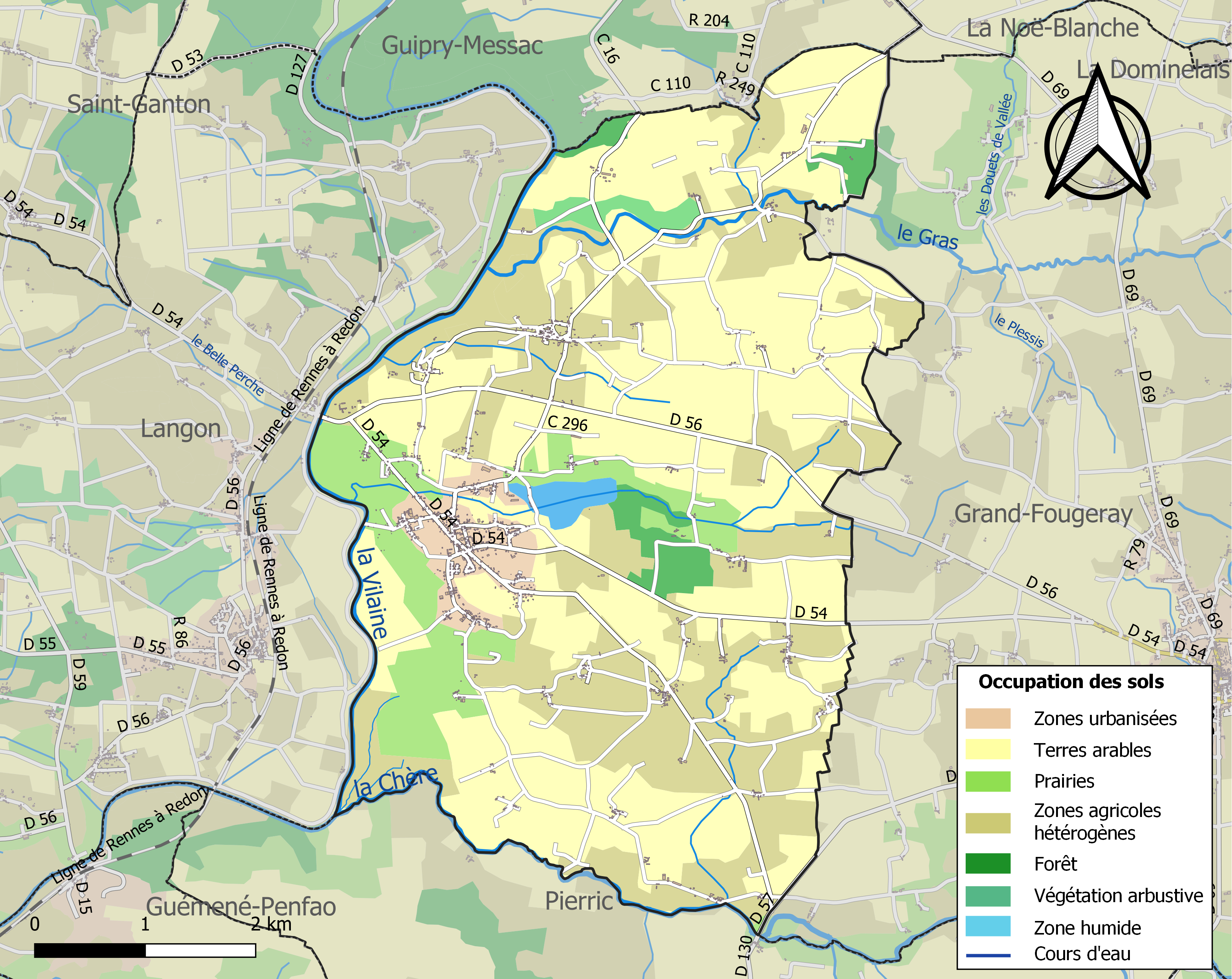
Carte des infrastructures et de l'occupation des sols de la commune en 2018 (CLC).

## Économie
La commune possède une boulangerie, une supérette, une crêperie et un café multi-services (bar, tabac, presse, pizzas à emporter, station essence, point poste).

## Population et société

### Démographie
L'évolution du nombre d'habitants est connue à travers les recensements de la population effectués dans la commune depuis 1881. Pour les communes de moins de 10 000 habitants, une enquête de recensement portant sur toute la population est réalisée tous les cinq ans, les populations de référence des années intermédiaires étant quant à elles estimées par interpolation ou extrapolation. Pour la commune, le premier recensement exhaustif entrant dans le cadre du nouveau dispositif a été réalisé en 2008.

En 2022, la commune comptait 1 032 habitants, en évolution de +2,38 % par rapport à 2016 (Ille-et-Vilaine : +5,46 %, France hors Mayotte : +2,11 %).
| 1881  | 1886  | 1891  | 1896  | 1901  | 1906  | 1911  | 1921  | 1926  |
| ----- | ----- | ----- | ----- | ----- | ----- | ----- | ----- | ----- |
| 1 354 | 1 417 | 1 444 | 1 451 | 1 428 | 1 408 | 1 435 | 1 274 | 1 300 |

| 1931  | 1936  | 1946  | 1954  | 1962 | 1968 | 1975 | 1982 | 1990 |
| ----- | ----- | ----- | ----- | ---- | ---- | ---- | ---- | ---- |
| 1 228 | 1 213 | 1 125 | 1 023 | 981  | 880  | 846  | 797  | 737  |

| 1999 | 2006 | 2008 | 2013 | 2018  | 2022  | - | - | - |
| ---- | ---- | ---- | ---- | ----- | ----- | - | - | - |
| 779  | 936  | 982  | 992  | 1 028 | 1 032 | - | - | - |

### Enseignement
La commune dispose d'une école primaire privée.
Les collège et lycée les plus proches sont à Bain-de-Bretagne ou Redon.

### Manifestations culturelles et festivités
Loto, concours de belote, vide-grenier...

### Santé
Il n'y a pas de médecin à Sainte-Anne-sur-Vilaine.

### Sports
La commune compte un club de football.

## Toponymie
Le nom de la localité est attesté sous la forme Sainte-Anne-d'Auvers en 1627.[réf. souhaitée]
En gallo, le nom de la commune est Sainte-Ane.

## Histoire

### Moyen-Âge
À l'extrémité nord de la commune (à la limite de la commune actuelle de Guipry-Messac) sur la rive gauche de la Vilaine, le lieu-dit "l'Ermitage", un rocher élevé et taillé à pic du côte du cours d'eau, correspond à la retraite de trois ou quatre cénobites. A. Marteville et P. Varin, continuateurs d'Ogée, écrivent en 1843 qu'on y voit encore quelques murs d'enceinte et les murailles de l'habitation elle-même et qu'une carrière de phyllade est exploitée pour la reconstruction des écluses de la Vilaine.

### Depuis la création de la commune

#### La fin duXIXesiècleet leXXesiècle
La commune a été créée en 1880, par démembrement de la commune de Grand-Fougeray, sous le nom de Sainte-Anne. Sainte-Anne devient officiellement Sainte-Anne-sur-Vilaine en 1971.

#### La Seconde Guerre mondiale

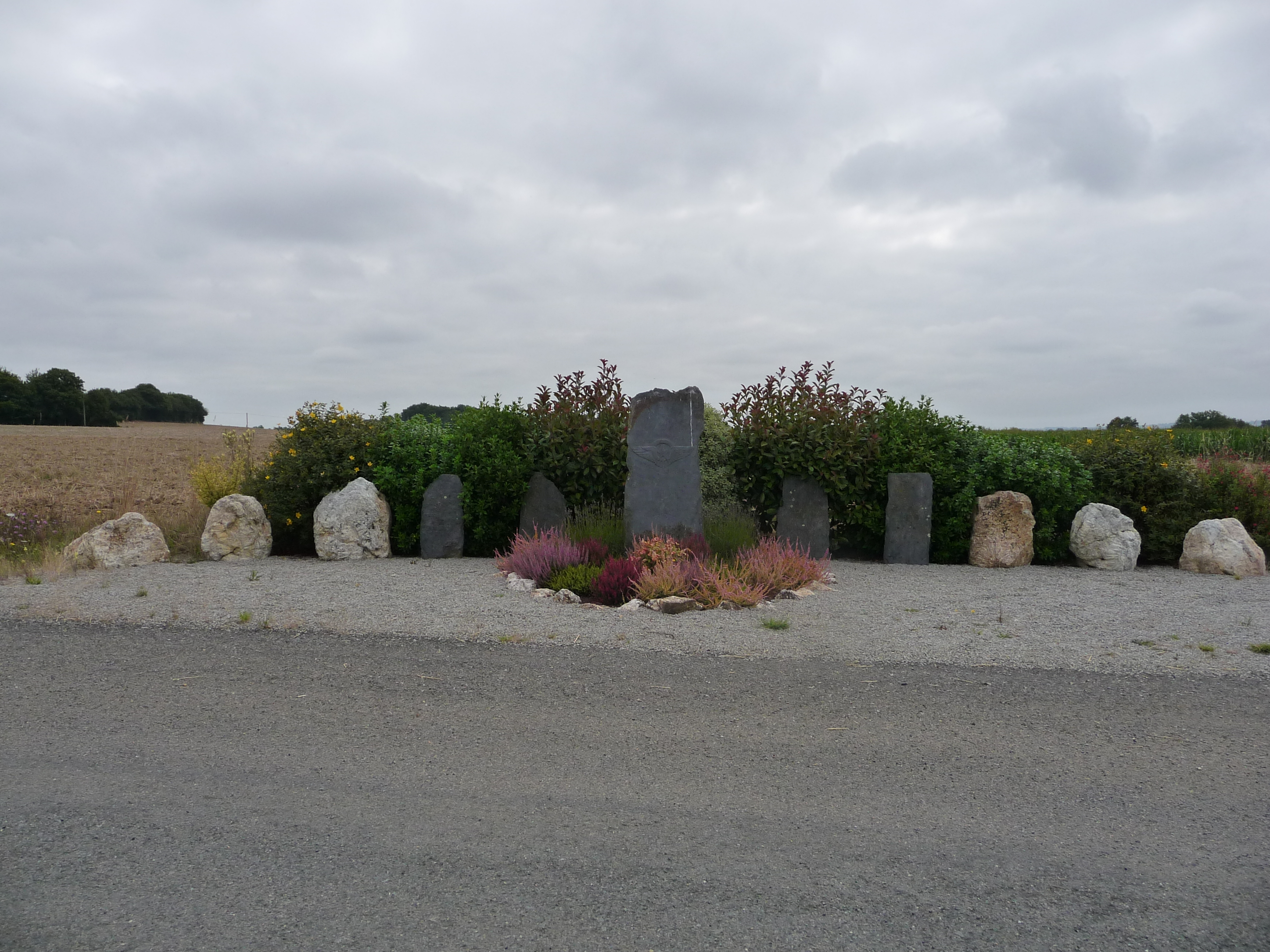
Le mémorial inauguré le 7 septembre 2002.

Pendant la Seconde Guerre mondiale, un avion américain est abattu par les Allemands. Une stèle a été érigée en 2002 en mémoire de cet événement, en présence, notamment, du consul des États-Unis pour le Grand Ouest.
Le soir du 6 août 1944 une colonne importante de soldats allemands s'avançait vers Grand-Fougeray : des résistants Francs-tireurs et partisans tentèrent de s'opposer à leur passage au pont de Port-de-Roche (entre Langon et Sainte-Anne-sur-Vilaine). Mais six furent tués immédiatement, d'autres étant fusillés.

### Politique et administration
| Période | Période  | Identité                  | Étiquette | Qualité |
| ------- | -------- | ------------------------- | --------- | --- |
| 1880    | 1892     | Joseph Marie Derennes     |           | Propriétaire                                                                                                   |
| 1892    | 1908     | Pierre Émile de Calbiac   |           | Propriétaire du manoir de Launay Bazouin                                                                       |
| 1908    | 1945     | Henri de Gouyon de Coipel |           | Propriétaire du château de Port de Roche. Conseiller d'arrondissement. Chevalier de la Légion d'honneur (1920) |
| 1945    | 1965     | Yves de Gouyon de Coipel  |           | Propriétaire du château de Port de Roche                                                                       |
| 1965    | 1984     | Pierre Catreux            |           | Exploitant agricole                                                                                            |
| 1984    | 1995     | Julien Lefeuvre           |           | Exploitant agricole                                                                                            |
| 1995    | 2014     | Marcel Renaud             |           | Exploitant agricole                                                                                            |
| 2014    | En cours | Jean-Michel Gaudichon     | DVD       | Technicien au ministère de l'Agriculture                                                                       |

## Culture locale et patrimoine

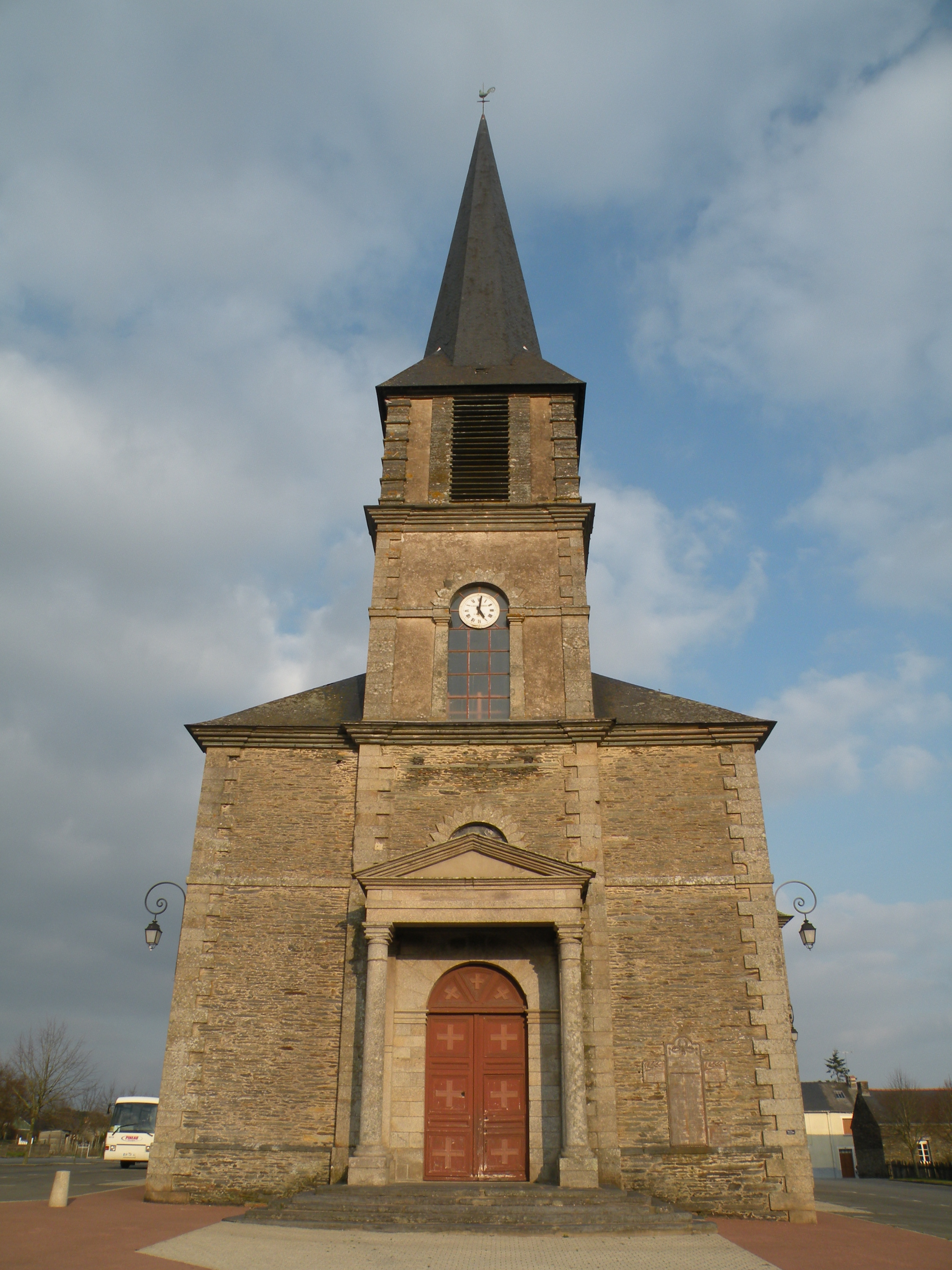
L'église Sainte-Anne.

### Lieux et monuments
- Le château de Port de Roche, sur les bords de la Vilaine a été construit de la fin du XVIIe au début du XVIIIe siècle par Guischardy[30].
- Le manoir de Launay Bazouin (1430). Le logis-porte est associé à une coursière en encorbellement[31]
- L'église Sainte-Anne a été bâtie de 1832 à 1846 sur des plans de Louis Richelot[32].
- Le moulin de Belle née, de type « moulin-tour », a été construit en 1832 et est en état de fonctionnement ; il est géré par l'Association de Sauvegarde du Moulin de Belle Née (ASMBN).
- Le pont de Port-de-Roche composé de trois travées de 25 m. Ce pont est le premier pont français en acier, appelé alors « métal Bessemer », construit pour l'Exposition universelle de 1867 dans le prolongement du pont d'Iéna, à Paris, et démonté après l'exposition, transporté et remonté sur la Vilaine. Le pont a été conçu par Émile Cheysson, ingénieur des ponts et chaussées, et construit par la  société Henri Joret et Cie[33].
- Chapelle Sainte-Anne et fontaine, achevée en février 1940[27].

### Personnalités liées à la commune

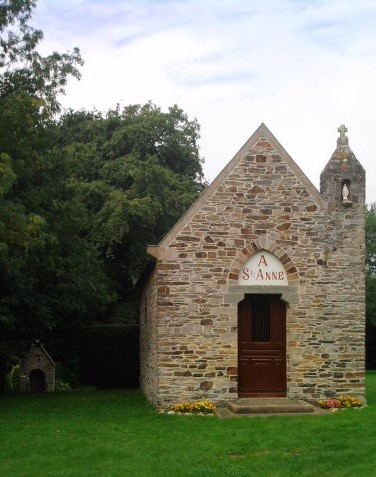
Chapelle Sainte Anne

- Samuel Nathan Blatchford (en) est un militaire américain, Indien navajo le plus décoré des États-Unis (28 décorations). Le bombardier B17 à bord duquel il se trouvait en qualité d'opérateur-radio a été abattu au-dessus de Sainte-Anne-sur-Vilaine le 16 septembre 1943. Samuel Blatchford était l'un des quatre rescapés de l'équipage et le dernier survivant. Le mémorial du Tertre-Pluton a été dessiné et créé par Jean-Claude Bourgeon qui l'a édifié avec l'aide du sculpteur Ray Boterf et des employés communaux. Il a été inauguré avec la participation de 17 Américains le 7 septembre 2002 par Samuel Blatchford, le commandant Christopher Moffett de l'ambassade des États-Unis, Gary Clement, consul, Michel Lugez, président de l'association du Mémorial américain et d'anciens Résistants.
- François Dollier de Casson, historien de Montréal.[pourquoi ?]